# Clemens Kuby
Clemens Kuby (Opper-Beieren, 1947) is een Duits filmregisseur, -producer en -scenarioschrijver.
Kuby studeerde Geschiedenis, Sociologie, Rechten en Algemene economie aan de Vrije Universiteit Berlijn en studeerde vanaf 1969 verder aan de Deutsche Film- und Fernsehakademie Berlin waar hij in 1972 de studierichting Filmregisseur voltooide. In de jaren '70 produceerde hij enkele milieudocumentaires en was hij lid van de Duitse groene partij.
In 1981 liep hij een dwarslaesie op na een val uit een raam van 15 meter hoogte. Ondanks de negatieve prognoses redde hij het, zodanig te herstellen dat hij weer kon lopen. Vanaf dat moment begon hij met het verfilmen van thema's over het boeddhisme, gebedsgenezing en de uiteenzetting van andere dan Westerse, materialistische levenswijzen. Hij richtte met zijn vrouw onder ander ook een academie voor alternatieve geneeswijze op.

## Werk

### Filmografie
- 1972: Lehrlinge, bioscoopfilm, Eerste Prijs Internationale Kurzfilmtage Oberhausen
- 1983: Schnappschuss, bioscoopfilm met Ariane Mnouchkine en Pina Bausch
- 1984: Mein Leben, das ich nicht mehr wollte, televisieproductie
- 1986: Das Alte Ladakh, bioscoopfilm, Bundesfilmpreis in 1987
- 1986: Der Dalai Lama zwischen Orient und Occident, televisieproductie
- 1987: Neuseeland zu Pferde,
- 1988: Tibet: Widerstand des Geistes, bioscoopfilm
- 1989: Die Not der Frauen Tibets, televisieproductie
- 1990: Drei Jahre und drei Monate in Klausur (Fernsehproduktion)
- 1994: Living Buddha, bioscoopfilm Bayerischer Filmpreis in 1995
- 1996: Todas: am Rande des Paradieses, bioscoopfilm One-Future-prijs op het Filmfestival van München in 1997
- 2001: Das Leben ist eine Illusion, televisieproductie, Nederland
- 2002: Unterwegs in die nächste Dimension, bioscoopfilm

### Dvd's
- 1987: Das Alte Ladakh
- 1989: Not und Frieden in Tibet: Die Not der Frauen Tibets. Dalai Lama: Frieden des Geistes
- 1996: Todas: Am Rande des Paradieses
- 2004: Unterwegs in die nächste Dimension
- 2006: Selbstheilung in 6 Schritten: Joao de Deus
- 2006: Tibet: Widerstand des Geistes
- 2006: Living Buddha
- 2006: Der Dreh zu Living Buddha
- 2007: Der Mensch: ein geistiges Wesen
- 2007: Die Melodie des Universums: Global Scaling
- 2007: Seelenschreiben
- 2008: Alles ist möglich: Das Spektrum der Selbstheilung
- 2009: Heilung: das Wunder in uns

### Luisterboeken
- 2006: Unterwegs in die nächste Dimension: Meine Reise zu Heilern und Schamanen, ISBN 978-3466457953
- 2009: Heilung: das Wunder in uns. Selbstheilungsprozesse entdecken, ISBN 978-3466458356. Filmmuziek ISBN 978-3932486258

- Gemeinsame Normdatei: 13081475X
- International Standard Name Identifier: 0000 0000 5544 4945
- Nationale Bibliotheek van Tsjechië: xx0059711
- Nationale Bibliotheek van Israël: 987007264075405171
- Nederlandse Thesaurus van Auteursnamen: 107190214
- Virtual International Authority File: 205314871
- WorldCat: E39PBJyhg36g7W7cBDcxPP8Qv3